# Matthew Whitaker
Pour les articles homonymes, voir Whitaker.
Matthew Whitaker, né le 29 octobre 1969 à Des Moines, est un avocat et homme politique américain, membre du Parti républicain et procureur général des États-Unis par intérim entre le 7 novembre 2018 et le 14 février 2019. Il est auparavant procureur des États-Unis pour le district sud de l'Iowa du 15 juin 2004 au 25 novembre 2009.
Le 20 novembre 2024, Whitaker est désigné par le président-élu Donald Trump pour être l'ambassadeur des Etats-Unis auprès de l'OTAN au sein de sa seconde administration.

## Biographie

### Procureur des États-Unis et carrière privée
En 2002, Whitaker est le candidat républicain au poste de trésorier de l'Iowa. De 2004 à 2009, il exerce les fonctions de procureur des États-Unis pour le district sud de l'Iowa. En 2014, Whitaker participe aux primaires républicaine de l'Iowa pour le Sénat des États-Unis. Plus tard, il écrit des articles d'opinion et apparaît dans des émissions de radio et de télévision privée en tant que directeur de la Foundation for Accountability and Civic Trust (FACT), un groupe de défense conservateur. Il participe également à World Patent Marketing, une entreprise fermée après une amende de 26 millions de dollars par la Federal Trade Commission (FTC) en 2017 pour tromperie des consommateurs.

### Procureur général des États-Unis par intérim
Chef de cabinet du procureur général Jeff Sessions à partir du 22 septembre 2017, il est nommé procureur général des États-Unis par intérim le 7 novembre 2018 par le président Donald Trump, au lendemain des élections de 2018 et à la suite de la démission de Sessions à la demande de Trump. Ce dernier annonce la nomination de William P. Barr au poste de procureur général, qui occupe déjà la fonction durant le présidence de George H. W. Bush, le 7 décembre 2018.
La légalité de la nomination de Whitaker en tant que procureur général américain par intérim est contestée dans de nombreuses poursuites judiciaires. Sa nomination amène un certain nombre de juristes, de commentateurs politiques et de personnalités politiques à s'interroger sur sa légalité et sa constitutionnalité, soulignant que sa sélection avait contourné la confirmation par le Sénat des États-Unis. Certains demandent également à Whitaker de se récuser pour ne pas avoir supervisé l'enquête spéciale dirigée par Robert Mueller en raison de conflits d'intérêts potentiels.